# Jorge Campos
Jorge Campos (Acapulco, 15 d'octubre de 1966) fou un porter de futbol mexicà actualment retirat, si bé també jugava habitualment de davanter. És considerat un dels millors porters mexicans de la història i fou internacional amb la selecció de futbol de Mèxic en 130 ocasions entre 1991 i 2004, essent el porter titular d'aquesta selecció pel Mundial 1994 i el Mundial 1998.

## Trajectòria
Jorge Campos debutà com a professional amb Pumas de la UNAM l'any 1988, si bé curiosament ho feu com a davanter, costum que mantingué al llarg de la seva carrera de combinar les seves actuacions com a porter i davanter. A les files de Pumas de la UNAM jugà 199 partits entre 1988 i 1995, marcant 35 gols, alhora que esdevingué porter titular indiscutible tant al seu equip com a la selecció de futbol de Mèxic. Guanyà la Lliga mexicana de futbol la temporada 1990-1991.
Després de passar per les files de CF Atlante i Los Angeles Galaxy, l'any 1997 torna a guanyar la Lliga mexicana de futbol amb CD Cruz Azul, jugant aquell any com a davanter suplent. Posteriorment, després d'un breu pas per Chicago Fire retorna a Pumas de la UNAM, d'on marxà a UANL Tigres la temporada 1999-2000.
Després de la seva estada a UANL Tigres retornà a Pumas de la UNAM, d'allí a CF Atlante per, finalment, retirar-se l'any 2004 jugant al Club Puebla.

## Palmarès
- 2 Lliga mexicana de futbol: 1991 i 1997